# Toomorrow
A Toomorrow, egy 1970-ben bemutatott, főiskolai környezetben játszódó brit zenés sci-fi vígjáték. A film célja a hetvenes évek zenei szenzációjának szánt Toomorrow nevű együttes bemutatása volt a közönségnek. Címét az angol too (nagyon) és tomorrow (holnap) szó összevonásával kapta. A Toomorrow volt az első egész estés mozifilm, a filmzenei album az első nagylemez, melyben Olivia Newton-John, a később világhírűvé vált énekes- és színésznő mint a Toomorrow együttes tagja, közreműködött. A film zeneanyaga egyetlen alkalommal, a bemutató idején jelent meg hanglemezen.
A CD változat 2014. február 4-én kerül a boltokba a Real Gone Music kiadó gondozásában.

## A film cselekménye
|  | Alább a cselekmény részletei következnek! |

- Ön újságíró, netán tévés?
- Antropológus vagyok.

- Háát, azt is kell valakinek csinálni!
Mr. Williams középkorú, kertvárosi villában élő konszolidált úriember, foglalkozására nézve antropológus. Senki ismerőse nem gondolná róla, hogy valójában az Alphoid galaktikus civilizáció által küldött megfigyelő, emberi kinézete csak maszk, valójában kék a bőre és nem emberi arcvonásai vannak. Évezredek óta él a Földön, feladata az emberiség tanulmányozása és időnként jelentések küldése. Munkáját némileg rezignáltam végzi, úgy érzi, az állandóan békéről beszélő, de mégis folyamatosan háborúzó földlakókra kár az időt vesztegetni, erről a bolygóról és lakóitól semmi pozitív dolog nem várható.
Egy szép péntek reggelen azonban új megbízatást kap egy érkező alphoid kristályűrhajóról. Rossz hírek érkeztek otthonról. Odahaza komoly zavarok támadtak, afféle ragályos és végzetes betegségként terjed a civilizációjuk fennmaradásához feltétlenül szükséges alphoid zene elgépiesedése és sterilitása, nincs már benne szív és lélek, a baj akkora, hogy az már a faj fennmaradását is veszélyezteti. A Galaktikus Irányítóközpontban viszont  egy új, addig sohasem tapasztalt, csodálatos, stimuláló hatású és a végzetes bajra gyógyító erejű vibrációt, egyfajta addig ismeretlen zenét észleltek, aminek a forrása a távoli és jelentéktelen Földbolygó. A cél, a gyógyító erejű vibráció, a földi zene forrásának megtalálása, az alphoid űrhajóra, onnan a Galaktikus Irányítóközpontba juttatása, majd titkának eltanulása után sértetlenül a Földre való visszaszállítása. A be nem avatkozásra és a földi emberhez hasonló primitív fajok védelmére vonatkozó szabályzat is felfüggesztésre kerül a vészhelyzet idejére.
Mr. Williams feladata a vibráció forrásának megtalálása és vele a kapcsolat felvétele. A feladat nehéz és bizonyos okokból mindössze 17 óra áll rendelkezésre a megoldására, különben az alphoid civilizáció menthetetlenül elpusztul. Mr. Williams ekkor még nem tudhatja, hogy a gyógyító hatású rezgések közvetlen forrása egy bizonyos Tonalizer nevű szerkezet, ami nem más, mint egy egyedi módon megépített szintetizátor és hangerősítő. Tervezője egy Vic nevű londoni fiatalember, aki Benny, Karl és Olivia nevű három iskola- és lakótársával zeneművészeti tanulmányaik költségeinek fedezésére alapították meg Toomorrow nevű amatőr együttesüket. Mivel a Tonalizer a zenekari hangosító berendezés része, így a gyógyító erejű vibráció tulajdonképpen nem más, mint a Toomorrow együttes zenéje.
A főiskolán zajlik az élet, éppen aznap egy diákgyűlést tartanak a hallgatók és a vezetőség közötti nézeteltérés megoldására. Olivia titokban szerelmes a diákbizottság vezetőjébe, a szoknyabolond Benny a főiskola csinos tanárnőjével randevúzott éjszaka. Vic barátnőjének éppen születésnapja van, de kapcsolatuk problémás, mert a balettot tanuló Amy szívből utálja a popzenét. Délelőtt derült ki, hogy a zenekar felléphet egy kisebb zenei fesztiválon, ami aznap este nyolc órakor lesz. Déltájban a főiskola aulájában, a gyűlésre várakozó hallgatók szórakoztatására eljátszanak egy számot, de a bekapcsolt Tonalizer helyét ezáltal már be tudják határolni az űrhajóból, Mr. Williams pillanatok alatt a helyszínre érkezik. Miután a fontos diákgyűlés popkoncertként végződik a zenekarnak köszönhetően, az igazgatóság azonnali hatállyal kitiltja őket az iskolából, sőt, a diákbizottsággal való konfliktus miatt az egész iskolát néhány napra bezárják. Bennyék kénytelenek az ott megjelent Williams úr nem egészen önzetlenül felajánlott házát elfogadni a további próbákhoz.
Mire megérkeznek, a különféle trükkökre képes Mr. Williams már be is rendezett nekik egy komplett zenestúdiót. Eljátszanak néhány számot, amit az űrhajóban osztatlan lelkesedéssel hallgatnak. A próba végeztével rohannának az esti koncert helyszínére, ám a villa udvaráról vonósugárral elrabolják őket. Az űrhajón először nem tudják hol vannak és miért, de a földönkívüliek elmagyarázzák a probléma lényegét. Garantálják, hogy semmit sem fognak veszíteni, ugyanakkorra fognak visszaérkezni, mint amikor elrabolták őket, még az esti koncertet is megtarthatják.

Alphoid űrlény

Már bele is mennének, amikor közlik velük, az alphoid bolygó klímáját a bőrük nem fogja bírni, ezért kapnak helyette egy szép kék alphoid bőrt, amire visszatérés után majd ráhúzhatják a régi kinézetüknek megfelelő újabb maszkot, mint Mr. Williams. Amikor megtudják, hogy a bőrcserét azonnal végrehajtják, tetejébe Oliviával kezdik, elmenekülnek az űrhajó mentőkapszulájával. Már visszavontatnák őket, amikor egyiküknek jobb ötlete támad. Egyelőre visszamehetnek, majd az esti koncerten újra elrabolják őket, a koncert teljes közönségével együtt. Addig is az időt kissé visszafordítják, pont akkorra, amikor eredetileg megérkeztek Mr. Williams házába, így az egész űrhajós eset ki fog maradni számukra.
Amikor visszatérnek, azt veszik észre, mindnyájuk órája negyedórát késik, de nem tudják miért. Mivel Vic a barátnőjével való összezördülés miatt kissé szétesett, Williams úr úgy gondolja, estig nem ártana egy kicsit „stimulálni”. Ehhez a legmegfelelőbb eszköz egy csinos földi nőnek álcázott, alphoid személy. Mivel fogalma sincs a földi dolgokról, Williams úr oktatja ki magazinok és szexmozi által. Azt azonban elfelejti közölni, melyik fiú is Vic, ebből ismét komoly problémák adódnak a fiúk barátnőinek féltékenysége miatt, néhány tányér is eltörik...
Ezután az események felgyorsulnak, az idő rövid, már csak néhány óra marad kiszabadítani az iskolába bezárt zenekari felszerelést, kibogozni a Williams úr által összekuszált szerelmi szálakat, megtartani az esti koncertet és persze megmenteni a pusztulástól az Alphoid civilizációt...
|  | Itt a vége a cselekmény részletezésének! |

## Szereplők
- Olivia Newton-John – Olivia, zenei főiskolás, az együttes énekese, ausztrál származású, a diákbizottság vezetőjébe szerelmes, az együttes tagjain anyáskodó „tyúkanyó”.
- Benny Thomas – Benny, zenei főiskolás, amerikai, az együttes vezetője, (mini)szoknyabolond nőcsábász
- Vic Cooper – Vic, zenei főiskolás, brit, az együttes billentyűse, a Tonalizer feltalálója. Barátnője utálja a popzenét.
- Karl Chambers – Karl, zenei főiskolás, fekete bőrű amerikai, az együttes dobosa, jellegzetes fekete szlengben beszél.
- Roy Dotrice – Mr. John Williams, földönkívüli megfigyelő, jóindulatú, de az emberi civilizációról rossz véleménye van.
- Tracey Crisp – Suzanne Gillmore, a főiskola egyik professzora, Benny legújabb trófeája.
- Imogen Hassall – Amy, Vic barátnője, balettot tanul, utálja a popzenét.
- Kubi Chaza – Sylvana, Karl fekete barátnője.

## Az együttes és a film készítésének a története
Toomorrow: the group of the future (Toomorrow, a jövő együttese)
1968-ban Don Kirshner és a James Bond filmekből ismert Harry Saltzman producerek az amerikai Monkees együttes mintájára meg kívánták alkotni a hetvenes évek mindent felülmúló brit popzenei együttesét.
A kor bandái általában önszerveződéssel jöttek létre, a Monkees volt az első zenekar, melyet produceri segédlettel, a tagok mesterséges úton való kiválogatással alkottak meg. A producerek úgy vélték, ami egyszer már Amerikában sikeres volt, miért ne sikerülhetne Angliában is? A cél egy legalább öt évig a popzene élvonalában szereplő, a lehető legtrendibb tagokból álló együttes, afféle második Beatles létrehozása volt. A tagok összeválogatása, a meghallgatások hat hónapig tartottak. A végső összeállításban a négytagú együttes énekese és gitárosa a 24 éves amerikai Ben Thomas, dobosa a 22 éves fekete bőrű, szintén amerikai Karl Chambers, billentyűse a 25 éves brit Vic Cooper, énekesnője a 22 éves brit-ausztrál Olivia Newton-John volt. A hetvenes évek popzenei szenzációjának szánt zenekart, minden előzmény nélkül, egész estés mozifilm, a film zenéjét, az együttes számait tartalmazó hanglemez, és nagyszabású reklámkampány keretében kívánták bemutatni a közönségnek. A rövid életű banda és a tagokkal készített sikertelen film egyaránt a Toomorrow címet kapta.
A tervezett nyereség reményében a költségek nem számítottak. Londoni helyszíneken és a Pinewood Studiosban megkezdődött a londoni zeneművészeti főiskolások és az őket ideiglenesen elrabolni kívánó jóindulatú földönkívüliek között játszódó zenés vígjáték forgatása, ennek félútján nézeteltérések támadtak Harry Saltzman és a James Bond-filmek másik producere, Albert R. Broccoli között, ettől fogva a pénzforrás megcsappant és a produkció kezdett káoszba fulladni. A gyenge forgatókönyv, butácska történet mellett gondok voltak a zeneanyag színvonalával is, már látszott, hogy az egyébként tehetséges tagokból álló együttes reménytelenül középszerű.
Bruce Welch, a Shadows együttes gitárosa, Olivia akkori barátja, folyamatosan figyelemmel kísérte a készülő produkciót. A filmre és a zenéjére egyaránt a disgrace, szégyen szót használva, igen komoly kritikával illette mindkettőt. Nem értette, hogy az egész Toomorrow projekt kapcsán folyó, szinte esztelen pénzpocsékolás során miért pont a dalszerzőkön takarékoskodtak. Felajánlotta, hogy új és minőségi zeneanyagot ír a filmhez, próbavetítéseket tartott zeneszerző ismerősei számára, hátha valamelyiküknek van ötlete a film megmentésére, de ehhez már túl késő volt, újra kellett volna forgatni számos jelenetet, a költségek pedig már minden józan határt túlléptek. Don Kirshner producer ekkorra már lelke mélyén veszteséglistára írta a zenekart, filmet és az addig befektetett egymillió fontnyi összeget.

## A film fogadtatása
A Toomorrow 1970. augusztus 27-én került bemutatásra a Piccadilly Circuson lévő London Pavilion moziban. A bemutató után egy héttel váratlanul lekerült a mozivászonról és soha többé nem vetítették nyilvánosan.
Az egy hét alatt sem volt különösebben sikeres, a mozilátogatók és zenebarátok egyaránt furcsállották, hogy egy számukra ismeretlen, minden előélet nélküli, addig sohasem látott-hallott, névtelen tagokból álló együttes a semmiből egyenesen egy mozifilmmel és a vele egy időben megjelent albummal mutatkozik be óriási reklámkampánnyal övezve, ez az akkori közönség számára még szokatlan és ellenszenves volt. A zenekar tagjai közül addig egyedül Olivia futott be némi karriert, rendszeresen fellépett koncerteken és szerepelt színházakban, de lemeze – egy 1966-os sikertelen kislemezt leszámítva – még nem jelent meg, szélesebb körben nem volt ismert ő sem, akárcsak a Toomorrow másik három tagja.
Vélemények szerint, ha ugyanezt a filmet egy már ismert és népszerű együttes tagjaival vagy ismert színészekkel forgatják le, sikeres lehetett volna. Még külön meg kell említeni a film készítésének balszerencsés időzítését is. A Toomorrow késő hatvanas évekre jellemző, a film forgatásának megkezdésekor még divatos pszichedelikus rock stílusa a bemutató idején, 1970-ben Angliában már lefutóban volt.

## A film eltűnése
Az ismeretlen zenészeket egy mozifilmmel bemutatni kívánó rossz alapkoncepció, a gyenge forgatókönyv és rendezés, a rossz időzítés miatt a film a vetítés egy hete alatt sem volt különösebben sikeres, de ez még nem volt elegendő indok ahhoz, hogy egyszer és mindenkorra levegyék a műsorról, mint ahogy sok más, nem túl sikeres filmet is műsoron tartanak. Egy időben elterjedt a pletyka, hogy Don Kirshner annyira szégyelli ezt a művét, hogy letiltatta a film vetítését mindaddig, amíg életben van. A film eltűnésének valódi oka azonban nem volt ismert, több mint negyven éven keresztül.
A szereplők kiválasztása és a forgatás kezdetén bőségesen volt pénz, azonban félidő táján Harry Saltzman és Don Kirshner között egyre komolyabb nézeteltérés alakult ki, látva a rossz irányba menő produkciót. Viszonyuk szinte a gyűlölködésig megromlott, ezután a pénzforrás olyan szinten elapadt, ami már a forgatást is ellehetetlenítette. Val Guest rendező fél éven keresztül dolgozott a filmen, de ezalatt egyetlen pennyt sem kapott a munkájáért, ahogy sokan mások sem. Még a maradék kevés pénzből befejezte a filmet, megvárta bemutatóját, majd bírósági végzést kért Kirshner ellen, hogy a filmet csak akkor lehessen tovább vetíteni, ha ő és a forgatás többi résztvevője már megkapta a szerződésben foglalt járandóságukat. A végzés ellenére többé senki sem kapott semmit, Val Guest haláláig nem jutott a pénzéhez. A film évtizedekre dobozba került, negyven év alatt egyetlen alkalommal vetítették, egy fesztiválon.
A film eltűnése és vele a zenekar bukása után, 1970 őszén a Toomorrow tagjai egyetlen élő koncert megtartása nélkül, közös megegyezéssel szerződést bontottak. A zenekar fiú tagjai eltűntek a zene élvonalából, Olivia Newton-John viszont elindulhatott egy új és komoly szólókarrier felé.
Miután Don Kirshner 2011-ben meghalt, Val Guest örököseire szállt a jogbirtok, akik hamarosan engedélyezték a DVD megjelenését. A Toomorrow film 42 év után, 2012-ben tért vissza a nézőkhöz.

## A film utóélete
Fenti jogi problémák miatt a filmet mindössze egyetlen hétig vetítették mozikban. Évtizedeken keresztül semmi lehetőség nem volt a megtekintésére, nem adták televízióban, nem jelent meg sem videókazettán, sem DVD-n. Mára úgy tartják, mindössze két kópia maradt fent a filmről, az egyik a Brit Filmintézet tulajdonában van, utoljára 2000-ben vetítették egy alkalommal, egy Los Angeles-i filmfesztiválon, a másik, egy japán felirattal ellátott, gyenge minőségű kópia egy magánszemély birtokában van. Az erről a kópiáról egy magánvetítésen, közönséges kamerával felvett és különféle utakon terjesztett kalózkiadványok és internetes filmblogok jelentették az egyetlen lehetőséget a film megtekintésére. A film zeneanyagát egyetlen alkalommal, kizárólag hanglemezen adták ki.
Az utóbbi évek különféle alternatív megtekintési lehetőségeinek, a filmre negyven év távlatából rárakódott retro életérzésnek, a hatvanas évek végi hangulat visszaidézésének köszönhetően a Toomorrow megítélése napjainkra lényegesen jobb, mint a bemutató idején volt, mára elérte a kultuszfilm státuszt.

## DVD kiadás
2012-ben az Elstree Hill Entertainment kiadásában DVD-n jelent meg a film. Feliratot és extrákat nem tartalmazó szélesvásznú változat, régiókódmentes. Képminősége elfogadható, karcmentes, de digitálisan nem lett felújítva. Helyenként a borítón is feltüntetett hibák, néhány másodperces képlefagyások és pixelesedések jelentkeznek, melyek nem az egyedi lemez hibái. A hang mono és enyhén sziszeg, a beszéd kissé torz, helyenként nehezen érthető. Katalógusszám: 752199.

## Érdekességek
- Olivia Newton-John néhány nappal a forgatás előtt tudta meg, hogy az egyik jelenetben hiányos öltözékben kell megjelennie. A sem előtte, sem utána, soha nem vetkőző Olivia olyan fokú sírógörcsöt kapott a hír hallatán, hogy a rendező eltekintett a jelenet ebben a formában történő leforgatásától.
- Karl, a fekete dobos Oliviát egy helyen „bush baby” becenéven szólítja, utalva a filmbéli és a valós Olivia ausztrál származására és akcentusára.
- A főiskolai bulijelenetben, amikor az igazgató lekapcsolja az áramot a zenekar elől, gramofonlemezhez hasonlóan lassul le a zene, ahelyett, hogy egyszerűen elhallgatott volna.
- Az űrhajóban az elrabolt zenészeknek bemutatják az alphoid civilizáció bukását okozó szív- és lélek nélküli, elgépiesedett alphoid zenét. A bemutatott zenemű igen hasonlít a 2010-es évek dubstep stílusára.
- A záró koncert a London Camden negyedében található legendás Roundhouse koncertteremben zajlik.
- A Toomorrow együttes tagjait tudatosan úgy válogatták össze, hogy a világ angol nyelvű fiatalságának minél szélesebb köre érezze az együttest sajátjának. Legyen köztük fiú, lány, fehér, fekete, brit, amerikai, ausztrál.

## A film zenéje
A film dalait Ritchie Adams és Mark Barkan írták, az 1960-as évek végi pszichedelikus rock lágyabb és dallamosabb vonulatát képviselik. A kísérőzene Hugo Montenegro és nagyzenekara szerzeménye, illetve előadása. A film zenéjét tartalmazó album és a két kislemez egyetlen kiadásban jelentek meg 1970-ben, mindhárom nehezen beszerezhető ritkaság. A CD változat 2015 körül jelent meg.

### Album
From the Harry Saltzman – Don Kirshner film "Toomorrow" RCA-Victor LSA-3008
- You're my baby now
- Taking our own sweet time
- Toomorrow (instr)- Hugo Montenegro zenekara
- Let's move on
- Walking on air (instr)- Hugo Montenegro zenekara
- If you can't be hurt
- Toomorrow
- Walking on air
- Spaceport
- Happiness valley
- Let's move on (instr) – Hugo Montenegro zenekara
- Going back

### Kislemezek
- You're My Baby Now / Going Back – RCA Victor RCA-1978
- I Could Never Live Without Your Love / Roll Like The River – DECCA F-13070 A két dal csak ezen a kislemezen jelent meg!